# Alive and Well
Alive and Well es el noveno álbum de estudio de la banda estadounidense de heavy metal Quiet Riot, publicado en 1999. El álbum fue una reunión de la clásica alineación de Quiet Riot, conformada por Kevin DuBrow, Rudy Sarzo, Carlos Cavazo y Frankie Banali. Cuenta con ocho canciones nuevas junto con versiones actualizadas de seis de sus clásicos, como "Cum On Feel The Noize", "Metal Health" y "Mama Weer All Crazee Now", así como una versión de "Highway to Hell" de AC/DC. Dicha canción había sido publicada anteriormente en el álbum tributo a AC/DC Thunderstruck.
La canción "Slam Dunk" fue grabada por primera vez en 1991 por Pretty Boy Floyd para la película Switch.

## Lista de canciones
1. "Don't Know What I Want" – 4:52 (DuBrow/Cavazo/Sarzo/Banali)
2. "Angry" – 5:22 (DuBrow/Cavazo/Sarzo/Banali)
3. "Alive and Well" – 5:03 (DuBrow/Cavazo/Sarzo/Banali)
4. "The Ritual" – 6:07 (DuBrow/Cavazo/Sarzo/Banali)
5. "Overworked and Underpaid" – 5:36 (DuBrow/Cavazo/Sarzo/Banali)
6. "Slam Dunk" – 3:23 (DuBrow/Paris)
7. "Too Much Information" – 4:28 (DuBrow/Cavazo/Sarzo/Banali)
8. "Against the Wall" – 4:46 (DuBrow/Cavazo/Sarzo/Banali)
9. "Highway to Hell" – 3:59 (Young/Young/Scott)
10. "Sign of the Times" – 4:53 (DuBrow/Cavazo)
11. "Don't Wanna Let You Go" – 4:52 (DuBrow/Cavazo)
12. "The Wild and the Young" – 5:33 (DuBrow/Cavazo/Wright/Banali/Proffer)
13. "Mama Weer All Crazee Now" – 3:22 (Holder/Lea)
14. "Cum On Feel The Noize" – 4:40 (Holder/Lea)
15. "Metal Health" – 5:15 (DuBrow/Cavazo/Sarzo/Banali)

La versión japonesa del CD tiene una pista adicional llamado "The Wait".

## Créditos

### Quiet Riot
- Kevin DuBrow – Vocalista
- Carlos Cavazo – Guitarras
- Rudy Sarzo – Bajo
- Frankie Banali – Batería

### Producción
- Bob Marlette - Productor